# Greklands U21-herrlandslag i fotboll
Greklands U21-landslag i fotboll är ett landslag för grekiska fotbollsspelare, 21 år gamla eller yngre vid den tidpunkt då ett kvalspel till en europeisk U21-turnering inleds. Vid själva turneringen får man vara max 23 år gammal. 
Det finns också U20-, U19- och U17-landslag (för turneringar utanför Uefa). Så länge de är valbara kan spelare spela på vilken nivå som helst, vilket gör det möjligt att spela för U21-landslaget, seniorlandslaget och sedan igen för U21-landslaget, såsom Sotiris Ninis (till vardags i Panathinaikos) gjort. 
U21-landslaget bildades 1976 till följd av omgrupperingen av UEFA:s ungdomsturneringar. Kända spelare i dagens trupp är bland andra Alexandros Kasmeridis (OFI Kreta), Theodoros Tripotseris (Levadiakos), Georgios Tzavelas (Panionios), Panagiotis Kone (Iraklis Thessaloniki), Grigorios Makos (Panionios), Sokratis Papastathopoulos (Genoa), Vassilios Pliatsikas (Schalke) och Sotiris Ninis (Panathinaikos).

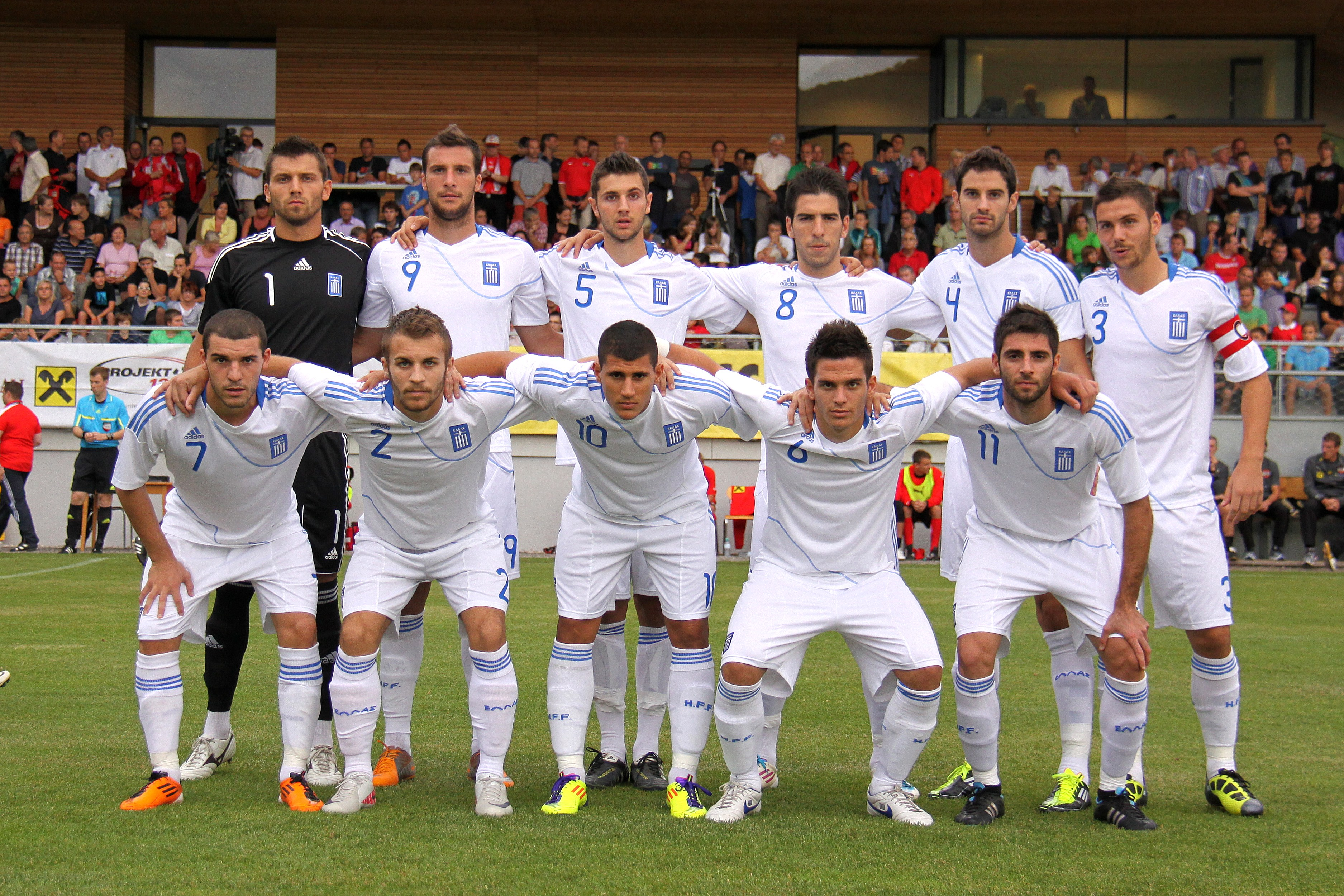
Greklands U21-landslag i fotboll (2011-09-05).